# Stade Gaby-Folio
Le stade Régional est un stade de football et d'athlétisme situé en France, dans la commune réunionnaise de Petite-Île.
Il dispose d'une capacité de 1 200 places. Situé à 300 m d'un collège et d'un gymnase il  a été inauguré le 16 août 2003.

## Histoire
En 2010, il a servi de terrain d’entraînement à l'Équipe de France de football dans le cadre de son match de préparation pour le mondial en Afrique du Sud. Des travaux de rénovation de quelques mois étaient nécessaires pour accueillir les Bleus, mais ils ont causé beaucoup de désagréments aux hôtes du stade notamment l'AJ Petite-Île qui a dû déménager au Stade Raphaël Babet pour disputer ses rencontres de D1P et le club omni-sport  de Petite-Île qui a dû s'installer ailleurs.